# ERG (ген)
ERG ( от англ: ETS-related gene ) — онкоген. ERG является членом семейства факторов транскрипции ETS (специфических для трансформации эритробластов).  Ген ERG кодирует одноимённый белок, который функционирует как регулятор транскрипции. Гены семейства ETS регулируют эмбриональное развитие, пролиферацию клеток, дифференцировку, ангиогенез, воспаление и апоптоз .

## Функции
Транскрипционный регулятор ERG — это ядерный белок, который связывает богатые пурином последовательности ДНК.  ERG необходим для адгезии тромбоцитов к субэндотелию и регулирует кроветворение . Он имеет ДНК-связывающий домен и домен PNT.  ERG экспрессируется на более высоких уровнях в ранних миелоцитах, чем в зрелых лимфоцитах. Поэтому ERG может действовать как регулятор дифференциации ранних кроветворных клеток.
Мутация Mld2, полученная с помощью скрининга мутагенеза ENU, была первым нефункциональным аллелем Erg. Гомозиготный Mld2 является эмбрионально летальным на 13,5 день. Взрослые мыши, гетерозиготные по мутации Mld2, имеют дефекты гемопоэтических стволовых клеток. Это означает, что когда ген ERG не транскрибировался активно и не вырабатывался белок ERG, гемопоэтические клетки мыши не могли функционировать должным образом. Поскольку ERG важен для способности гемопоэтических клеток функционировать и самообновляться, могут быть приложения в использовании стволовых клеток крови для восстановления тканей, трансплантации и других терапевтических применений.

## Рак
Этот ген можно классифицировать как протоонкоген. Во время хромосомных транслокаций, которые происходят при делении клеток, ERG может случайно застрять на другой хромосоме, чем та, которой он принадлежит. Это аналогично другой транслокации, Филадельфийской хромосоме. Это приводит к образованию генов слияния, что могут иметь плохие последствия для клеток. Примерами таких генова слияния могут быть TMPRSS2-ERG и NDRG1 -ERG при раке простаты, EWS-ERG при саркоме Юинга и FUS-ERG при остром миелоидном лейкозе. ДНК-связывающий белок ERG сливается с РНК-связывающими белками EWS и TLS/ FUS при саркоме Юинга и остром миелоидном лейкозе соответственно и функционирует как активаторы транскрипции.  ERG и его белки слияния EWS-ERG и TLS/FUS-ERG ингибируют апоптоз.  Морфолиновые олигонуклеотиды использовались для индукции пропуска экзона 4 в линиях клеток рака предстательной железы и эксплантатах тканей, что приводило к противораковым эффектам, включая снижение пролиферации и индукцию апоптоза.

### Слияние с геном TMPRSS2
ERG может сливаться с белком TMPRSS2, образуя онкогенный ген слияния , который обычно встречается при раке простаты человека, особенно при гормонорезистентном раке простаты. Это говорит о том, что повышенная экспрессия ERG может способствовать развитию андрогенной независимости при раке простаты за счет нарушения сигнализации андрогеновых рецепторов.  Ген слияния имеет решающее значение для прогрессирования рака, поскольку он подавляет экспрессию андрогеновых рецепторов, а также связывает и подавляет андрогеновые рецепторы, уже присутствующие в клетке. По сути, слияние TMPRSS2-ERG нарушает способность клеток дифференцироваться в надлежащие клетки простаты, создавая нерегулируемую и неорганизованную ткань. В 90% случаев рака простаты клетки опухоли обладают слитым белком TMPRSS2-ERG, что говорит о том, что это слияние является преобладающим подтипом при раке простаты.

### Слияние с геном EWS
Саркома Юинга связана с хромосомными транслокациями, которые обычно приводят к слиянию генов с регуляторами транскрипции. Это означает, что белок, транскрибируемый геном, может вырабатываться в избытке или в недостаточном количестве, что приводит к неестественной активности в клетках. Обычно это первый шаг в развитии клетки к злокачественности. Примерно в 10% случаев саркомы Юинга наблюдается слияние EWS1-ERG.

### Слияние с TLS/FUS
При остром миелоидном лейкозе транслокация t(16;21) приводит к слиянию TLS/FUS с ERG, что нарушает естественный домен связывания РНК TLS/FUS и вместо этого вставляет домен связывания ДНК ERG.

## Расположение
Ген ERG находится на длинном плече 21-й хромосомы в локусе 21q22.2. Локализован в ядрах клеток. ERG обычно вырабатывается эндотелиальными клетками, образующими внутреннюю оболочку кровеносных сосудов.Также ERG присутствует в нормальных клетках предстательной железы. 

## Взаимодействие
ERG взаимодействует с:
- C-jun[23]
- ETS2[24]
- EWSR1[15]
- FUS[16]
- TMPRSS2[19]
- USP9X[25]